# Luciano Tondelli
Luciano Tondelli (6 marzo 1926 – Correggio, 15 aprile 1945) è stato un partigiano italiano.

## Biografia
Soprannominato col nome di battaglia "Bandiera", si arruolò nel giugno 1944 nella 77ª Brigata SAP "Fratelli Manfredi". Prese parte alla cosiddetta "Battaglia di Fosdondo" (frazione di Correggio), uno scontro a fuoco tra partigiani e fascisti considerato tra i più rilevanti della Resistenza nella pianura reggiana. Tondelli morì in combattimento, e con lui altri quattro partigiani. Si salvò, invece, Germano Nicolini detto "Diavolo".
Alla sua figura il cantante Luciano Ligabue ha dedicato il brano I campi in aprile, contenuto nel disco Giro del mondo. 